# Nevada no sul do Brasil em 1965
Em agosto de 1965 ocorreu uma precipitação de neve na região sul do Brasil, histórica pela sua intensidade e extensão. Alcançou desde o nordeste do Rio Grande do Sul, passando pelo meio-oeste de Santa Catarina até o sudoeste do Paraná.
No estado do Rio Grande do Sul, foi registrada pelo menos nos municípios de 
Santa Rosa,
Alegria,
Ijuí
e Caxias do Sul.
No Paraná, foi registrada em Palmas, Clevelândia, Guarapuava, Francisco Beltrão e Barracão (no Terceiro Planalto), além Castro, União da Vitória e Ponta Grossa.